# Paal Gyula
Paal Gyula (Tata, 1852. augusztus 29. – Rimaszombat, 1931) színműíró, hírlapíró, állami tanító.

## Élete
Paal Ferenc iparos és Galambos Mária fia. Iskoláit Tatán, Pozsonyban és Pesten végezte. A színi iskolába lépése után 1874-ben a nagykőrösi református tanítóképző-intézet magántanulója lett, mivel abban az időben nevelő volt Tiszavárkonyon Szűcs Lajosnál, Márton Ferenc (Abonyi Lajos író) sógoránál, hol Abonyival és Degré Alajossal gyakran érintkezett. 1885-től okleveles állami tanító volt Rimaszombatban.
Cikkei, elbeszélései, költeményei a Budapesten (1881–1903), a Képes Családi Lapokban (1886–1896), az Urambátyámban (1893–1902); az Ország-Világban (1891. A gömöri hegyek között); a Vidéki költők Albumában (Kassa, 1896. szintén van egy költeménye); külmunkatársa volt a következő vidéki lapoknak: Székesfehérvár és Vidéke, Pécsi Figyelő, Komárom, Győri Közlöny, Nyirvidék, Szabolcsmegyei Közlöny (1879-1884), Gömör-Kishont, Rozsnyói Hiradó, Sajtóvidék, Gömöri Hirlap.

## Munkái
1. Téli esték. Komárom, 1881. (Versei és elbeszélései)
2. Elbeszélések. Rimaszombat, 1890. (A Tompa-szobor javára kiadta Győrffy Pál Gábor).
3. Kandalló mellett. Uo. 1892. (Képekkel).
4. Vaskeresztesek. Regény a lovagkorból. Uo. 1896-97. Három köt. (12 füzet, előbb 1881-ben a Budapestben jelent meg).
5. Tarka képek. (Elbeszélések). Rimaszombat, 1899. (Rajzokkal).
6. Őszi rózsák. Uo. 1900. (Költemények).

Kéziratban színművei: Kié a kincs? vígj. két felv. (Komáromban adták elő); Biró uram lánya, népszínmű három felv. (Mándoki Béla színigazgató Komáromban 1883. szept. 20. adatta elő; ismert. Komáromi Lapok 1883. 30. sz.); Czégér, népszínmű három felv. (1896. szept. 30. a kolozsvári nemzeti színházban adták elő); előadattak még: Héregiék háza, népszínmű (először Rimaszombatban 1889. szept. 22.); Czine mintye, népszínmű három felvonásban (Rimaszombatban 1893. okt. 14. műkedvelők adták elő), Nótárius, népszínmű (először Rimaszombatban 1893. decz. 3.); Jukker leány, életkép (először ugyanott, 1895. máj. 22.), A tulipános láda, népszínmű három felv. (A biró uram lánya átdolgozva, ugyanott 1888. márcz. 24.), Petőfi, színmű egy felv. (Uo. 1899. júl. 30), Ne bántsd a magyart népdráma három szak. (Uo. 1902. január 18.), Uram bátyám kalandja, farsangi bohóság két felv. (műkedvelők adták el Rimaszombatban 1902. júl. 28.); Lagadére Henrik, dráma négy felv. (bírálat alatt van a budapesti Vígszínháznál).
Szerkesztette a Gömöri Hirlapot és a Rimaszombati Lapokat 1889. áprilistól rövid ideig.